# Lockheed Ventura
Lockheed Ventura là một loại máy bay tuần tra trong Chiến tranh thế giới II, nó được Hoa Kỳ và khối thịnh vượng chung Anh sử dụng. Nó được phát triển từ máy bay vận tải Lockheed Model 18 Lodestar, và thay thế cho lại máy bay ném bom Lockheed Hudson trong Không quân Hoàng gia Anh.

## Biến thể

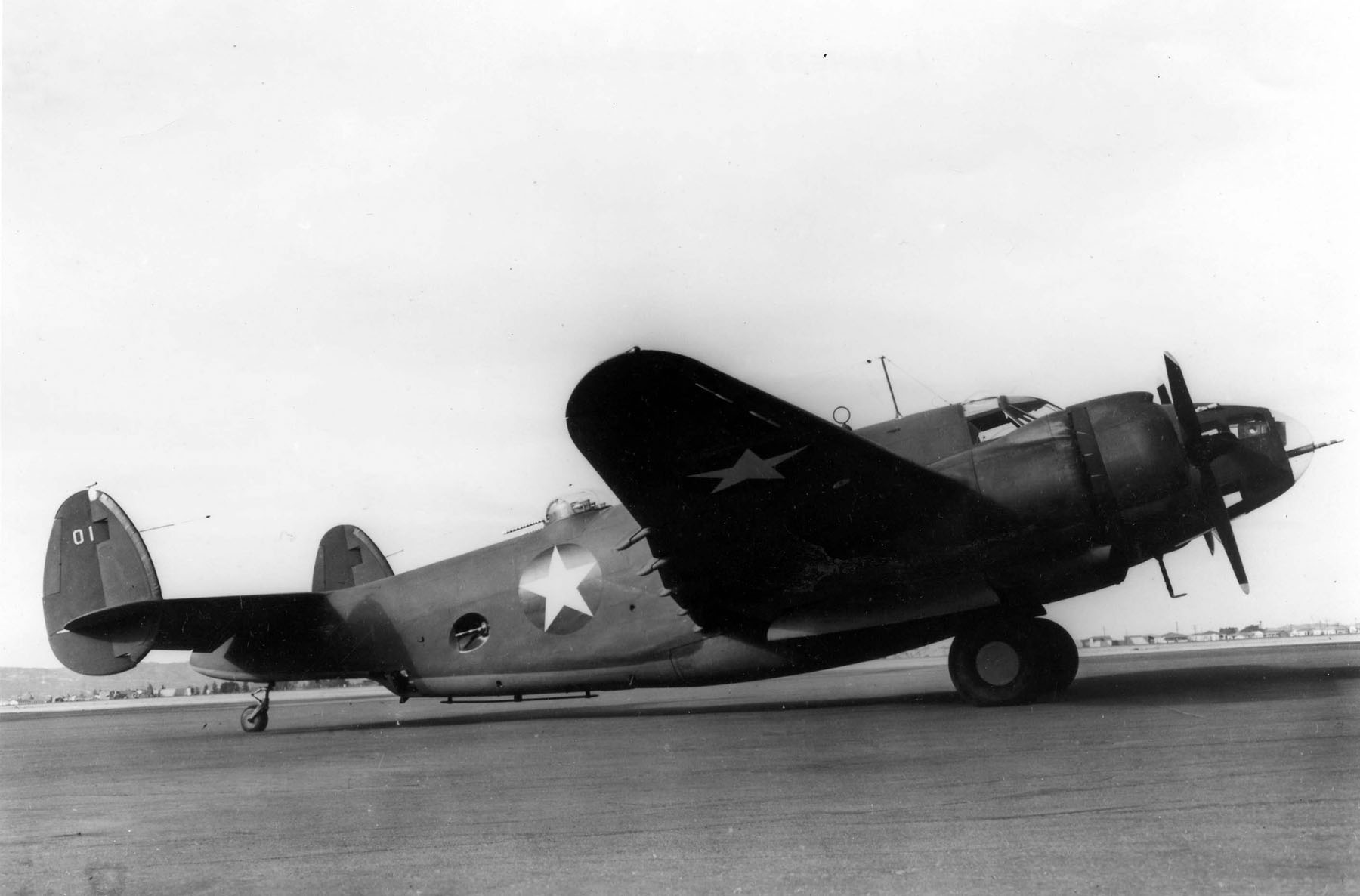
Một trong 18 chiếc B-37 của USAAF, 1943.

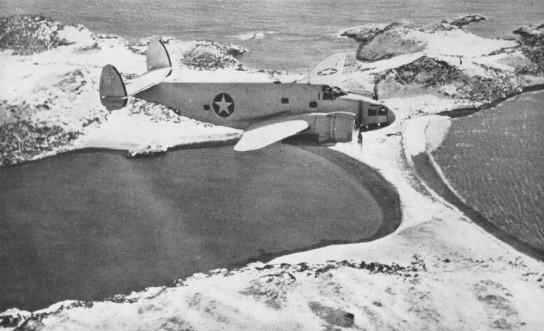
Một chiếc PV-3 đầu năm 1943.

B-34
Định danh của Hoa Kỳ cho Model 137 (động cơ 2000hp R-1820-31) cho Không quân Hoàng gia (RAF), 200 chiếc được chế tạo và được Anh định danh lại thành Ventura IIA.
B-34A
Ventura cũ của RAF quay trở lại thuộc USAAF dưới dạng giải phóng hợp đồng thuê-vay.
B-34B
B-34A hoán cải thành máy bay huấn luyện hoa tiêu.
B-37
Lockheed Model 437 cho USAAF (động cơ 2000hp R-2600-13), chỉ có 18 chiếc được chế tạo trong đơn hàng 550 chiếc. Định danh gốc là O-56, sau đó đổi thành RB-37.
PV-1
Phiên bản B-34 cho Hải quân Hoa Kỳ; 1.600 chiếc. Tổng cộng có 388 chiếc giao cho RAF với tên gọi Ventura GR.V, các lực lượng khác cũng dùng là RAAF, RNZAF và SAAF.
PV-1P
Định danh cho PV-1 với các camera chụp ảnh.
PV-2 Harpoon
Phiên bản nâng cấp với đuôi ngang và diện tích cánh lớn hơn; 470 chiếc.
PV-2C
Phiên bản sửa đổi của PV-2 dùng cho huấn luyện; 30 chiếc.
PV-2D
Giống với PV-2 nhưng có 8 súng 0.5in ở mũi; 35 chiếc.
PV-2T
Định danh cho PV-2 dùng để huấn luyện kíp lái.
PV-3
27 chiếc Ventura II cũ của RAF được hải quân Hoa Kỳ trưng thu lại.
Ventura I
Biến thể dùng động cơ R-2800-S1A4-G cho RAF; 188 chiếc, 30 chiếc cho RCAF và vài chiếc cho SAAF, sau định danh đổi thành Ventura GR.I.
Ventura II
Biến thể dùng động cơ R-2800-31 cho RAF, 487 chiếc, một số chiếc chuyển cho USAAC và USN.
Ventura IIA
Định danh của Anh cho B-34.
Ventura V
Định danh của Anh cho PV-1, sau đổi lại thành Ventura GR.V.

## Quốc gia sử dụng
Úc

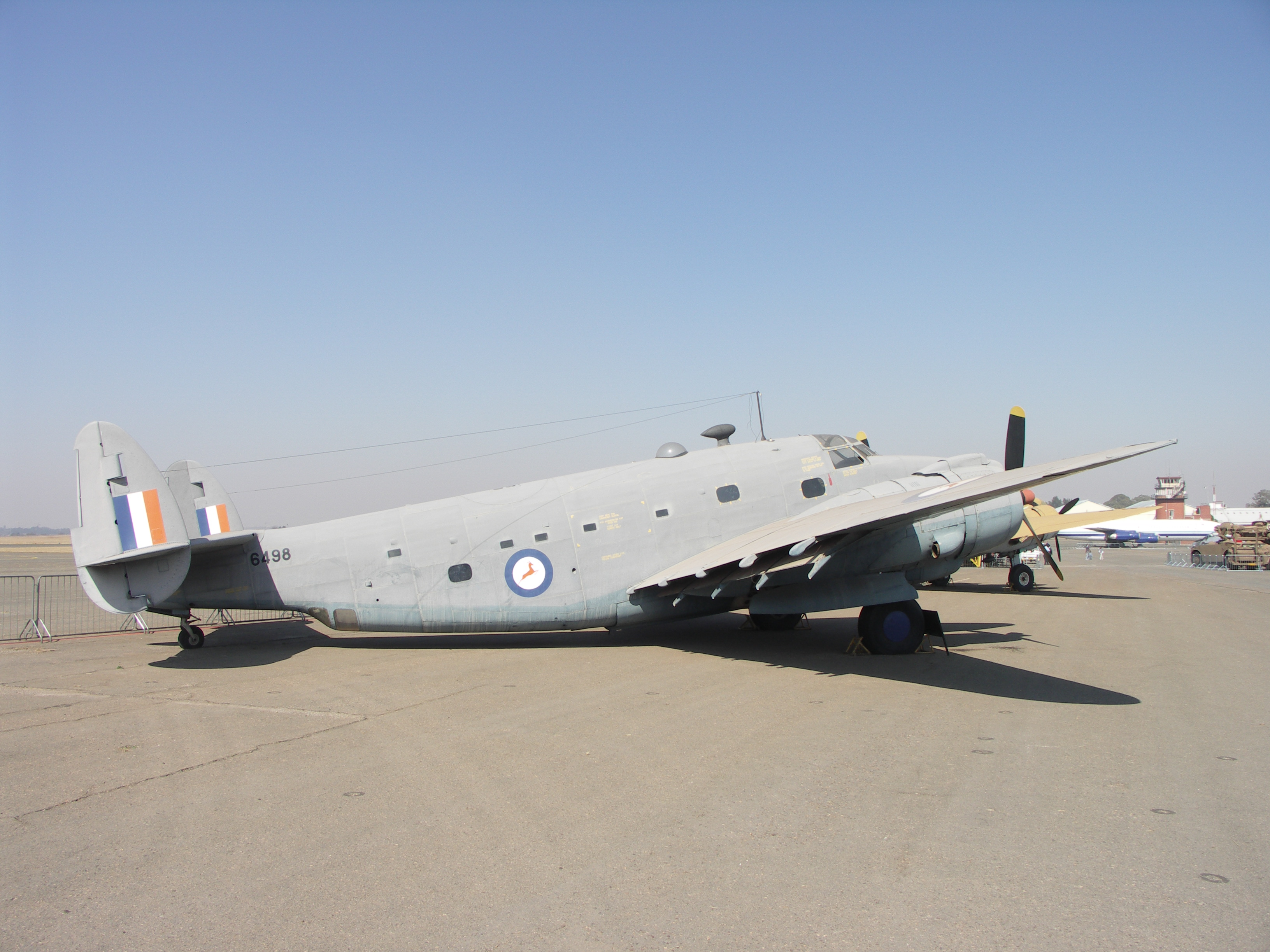
Một chiếc PV-1 tại bảo tàng SAAF

- Không quân Hoàng gia Australia (RAAF)

 Brasil
- Không quân Brazil

 Canada
- Không quân Hoàng gia Canada (RCAF)

 Pháp
- Hải quân Pháp - Aeronavale

 Nhật Bản
- Lực lượng Phòng vệ Biển Nhật Bản

 Hà Lan
- Không quân Hải quân Hà Lan

 New Zealand
- Không quân Hoàng gia New Zealand (NZAF)

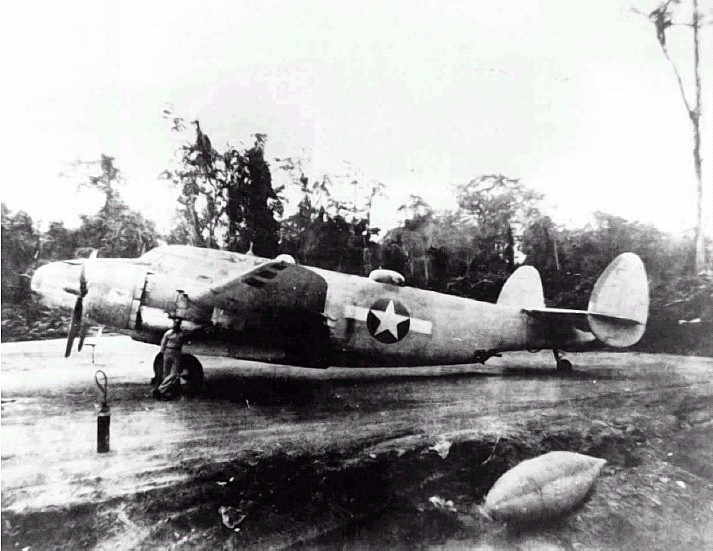
Một chiếc tiêm kích bay đêm PV-1 của USMC thuộc phi đội VMF(N)-531 tại Solomons, 1943.

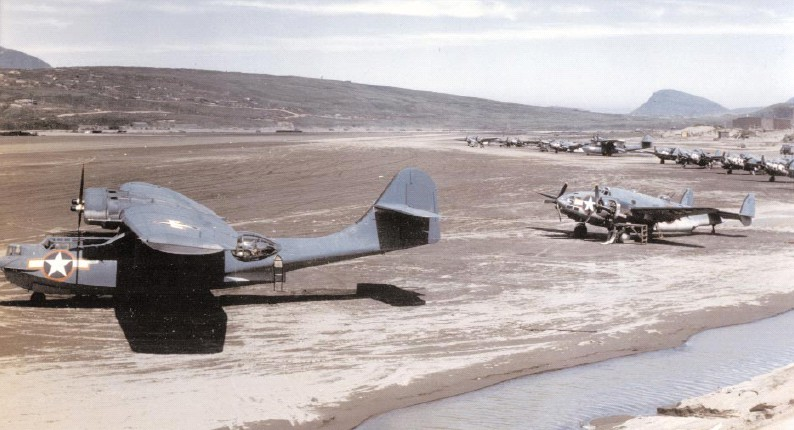
PBY-5A và PV-1 thuộc phi đội VPB-135 tại sân bay Aleutian 1943

 Bồ Đào Nha
- Không quân Bồ Đào Nha

 South Africa
- Không quân Nam Phi

 Anh Quốc
- Không quân Hoàng gia

 Hoa Kỳ
- Thủy quân Lục chiến Hoa Kỳ (USMC)
- Hải quân Hoa Kỳ (USN)

## Tính năng kỹ chiến thuật (B-34 Lexington)

### Đặc điểm riêng
- Tổ lái: 6
- Chiều dài: 51 ft 5 in (15,7 m)
- Sải cánh: 65 ft 6 in (20 m)
- Chiều cao: 11 ft 10 in (3,6 m)
- Diện tích cánh: 551 ft² (51,2 m²)
- Trọng lượng rỗng: 20.197 lb (9.160 kg)
- Trọng lượng có tải: 31.000 lb (14.000 kg)
- Trọng lượng cất cánh tối đa: 34.000 lb (15.000 kg)
- Động cơ: 2 × Pratt & Whitney R-2800, 2.000 hp (1.500 kW) mỗi chiếc

### Hiệu suất bay
- Vận tốc cực đại: 322 mph (518 km/h)
- Vận tốc hành trình: 230 mph (370 km/h)
- Tầm bay: 1.660 mi (2.670 km)
- Trần bay: 26.300 ft (8.020 m)
- Vận tốc lên cao: 2.035 ft/phút (15,4 m/s)
- Lực nâng của cánh: 56,4 lb/ft² (275 kg/m²)
- Lực đẩy/trọng lượng: 0,13 hp/lb (0,21 kW/kg)

### Vũ khí
- 4 súng máy Browning M2.50 in (12,7 mm)
- 2 súng máy M1919 Browning.30 in (7,62 mm)
- 3.000 lb (1.400 kg) bom hoặc 6 quả bom chống tàu ngầm 325 lb (147 kg) hoặc 1 quả ngư lôi